# Uwe Sägling
Uwe Sägling (11 de septiembre de 1961) es un deportista de la RDA que compitió en remo. Ganó dos medallas en el Campeonato Mundial de Remo, plata en 1985 y bronce en 1987.

## Palmarés internacional
| Campeonato Mundial | Campeonato Mundial     | Campeonato Mundial | Campeonato Mundial |
| Año                | Lugar                  | Medalla            | Prueba             |
| ------------------ | ---------------------- | ------------------ | ------------------ |
| 1985               | Malinas (Bélgica)      | Medalla de plata   | Cuatro scull       |
| 1987               | Copenhague (Dinamarca) | Medalla de bronce  | Doble scull        |